# Markus Stangl (Schachspieler)
Markus Stangl (* 29. April 1969; † 1. November 2020 in Starnberg) war ein deutscher Großmeister im Schach. Beruflich war er Rechtsanwalt in München. Nebenbei schrieb er für die Zeitschriften Schach-Magazin 64 und Schach.

## Schachkarriere
In den Jahren 1987 in Maßbach und 1989 in Würzburg wurde Stangl bayerischer Meister im Blitzschach. Im Jahre 1989 im kolumbianischen Tunja bei der Weltmeisterschaft der unter 20-Jährigen wurde er Achter hinter Alexei Schirow. 1991 und 1992 gewann er die deutsche Blitzeinzelmeisterschaft. 1992 wurde er geteilter Erster in Nettetal (mit Paul van der Sterren), 1993 geteilter Erster in der B-Gruppe in Brünn (mit Michael Bezold, Turnierkategorie 9). Für die deutsche Nationalmannschaft spielte er 1999 im Schweizer Baden beim Mitropa-Cup am zweiten Brett.
In der deutschen Schachbundesliga spielte er zum ersten Mal 1986 für den FC Bayern München, mit dem er 1989, 1990, 1991, 1992, 1993 und 1995 deutscher Mannschaftsmeister wurde und 1987, 1988, 1989, 1991, 1992, 1993, 1994, 1995, 2011 deutscher Blitzmannschaftsmeister, von 1995 bis 1999 bei der SG Porz, mit der er die deutsche Mannschaftsmeisterschaft 1996, 1998 und 1999 gewann sowie 1997 die deutsche Blitzmannschaftsmeisterschaft. In der Saison 1999/2000 spielte Stangl beim SK Passau, danach bis 2009 beim TV Tegernsee, mit dem er 2004 und 2009 deutscher Blitzmannschaftsmeister wurde. Von 2009 bis 2017 spielte Stangl erneut für den FC Bayern München, mit dem er in den Saisons 2009/10, 2014/15 und 2015/16 in der 1. Bundesliga spielte. In Österreich spielte er für den SK Jenbach, den österreichischen Mannschaftsmeister 2010, 2011, 2013 und 2020, in der italienischen Mannschaftsmeisterschaft für Vimar Scacchi Marostica. Stangl nahm dreimal am European Club Cup teil, und zwar 1993 und 1994 mit Bayern München und 2006 mit dem SK Jenbach. Er setzte sich für eine Ausländerbegrenzung im deutschen Vereinsschach ein.
Im Jahre 1988 erhielt er den Titel Internationaler Meister, 1993 den Großmeister-Titel. Seine höchste Elo-Zahl hatte er mit 2565 im Jahre 1996.
| Hier fehlt eine Grafik, die leider im Moment aus technischen Gründen nicht angezeigt werden kann. Wir arbeiten daran! |

## Persönliches
Stangl stellte nach frühen Erfolgen seine Schachkarriere zugunsten seiner beruflichen Laufbahn zurück. Er war eine Zeitlang mit der Schachspielerin Anita Stangl verheiratet, mit der zusammen er sich auch unternehmerisch betätigte. Stangl starb unerwartet und ohne sichtliche vorherige Anzeichen im Alter von 51 Jahren.